# Reitweise

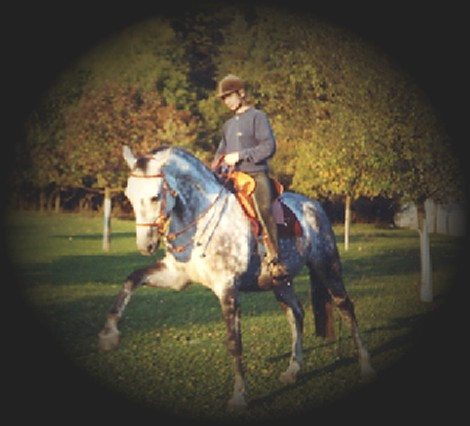
Klassische Reitweise

Reitweise bezeichnet einen bestimmten Stil, Pferde zu reiten und auszubilden. Es gibt mehrere Reitweisen, die aus verschiedenen Gegenden und Kulturen stammen. Heute wählt ein Reiter  aus mehreren Reitweisen diejenigen Komponenten, die ihm und seinem Pferd am meisten liegen.

## Englische Reitweise
Englische Reitweise, auch klassische englische Reitweise genannt, ist eine Sammelbezeichnung für Dressurreiten, Springreiten, Vielseitigkeitsreiten, Rennreiten, Jagdreiten und diverse weitere Pferdesportarten wie beispielsweise Polo. Die Bezeichnung 'Englische Reitweise' wird vorwiegend von Anhängern anderer Reitweisen zur Abgrenzung benutzt.
Kennzeichnend ist die Anlehnung, der stetige Kontakt über die Zügel mit dem Pferdemaul sowie der anliegende, mitatmende Schenkel und die Einwirkung über Gewichtshilfen. Als elementar wird die Jahre dauernde Ausbildung des Pferdes nach der sechs Schritte umfassenden Ausbildungsskala angesehen, die sich zunächst mit Takt, Losgelassenheit, Anlehnung, Schwung und Geraderichten des Pferdes und erst im fortgeschrittenen Stadium der Dressurausbildung mit der Versammlung beschäftigt.
Die bevorzugten Pferderassen sind Warmblüter mit drei raumgreifenden Grundgangarten, Kleinpferde und Ponys. An Ausrüstungsgegenständen findet der flache englische Sattel und ein Zaum mit verschiedenen Formen der Trense, Pelhams oder Kandaren mit Reithalftern und Nasenriemen Verwendung. Zum Longieren sind Kappzäume gebräuchlich.

## Reitkunst
Die Reitkunst, auch Klassische Reitweise genannt, befasst sich mit der Dressur-Ausbildung von Reitpferden nach klassischen Grundsätzen. Sie betrachtet das Pferd als Kunstwerk und das Reiten als Kunst. Sie umfasst auch die Präsentation des Pferdes an der Hand.

## Iberische Reitweise

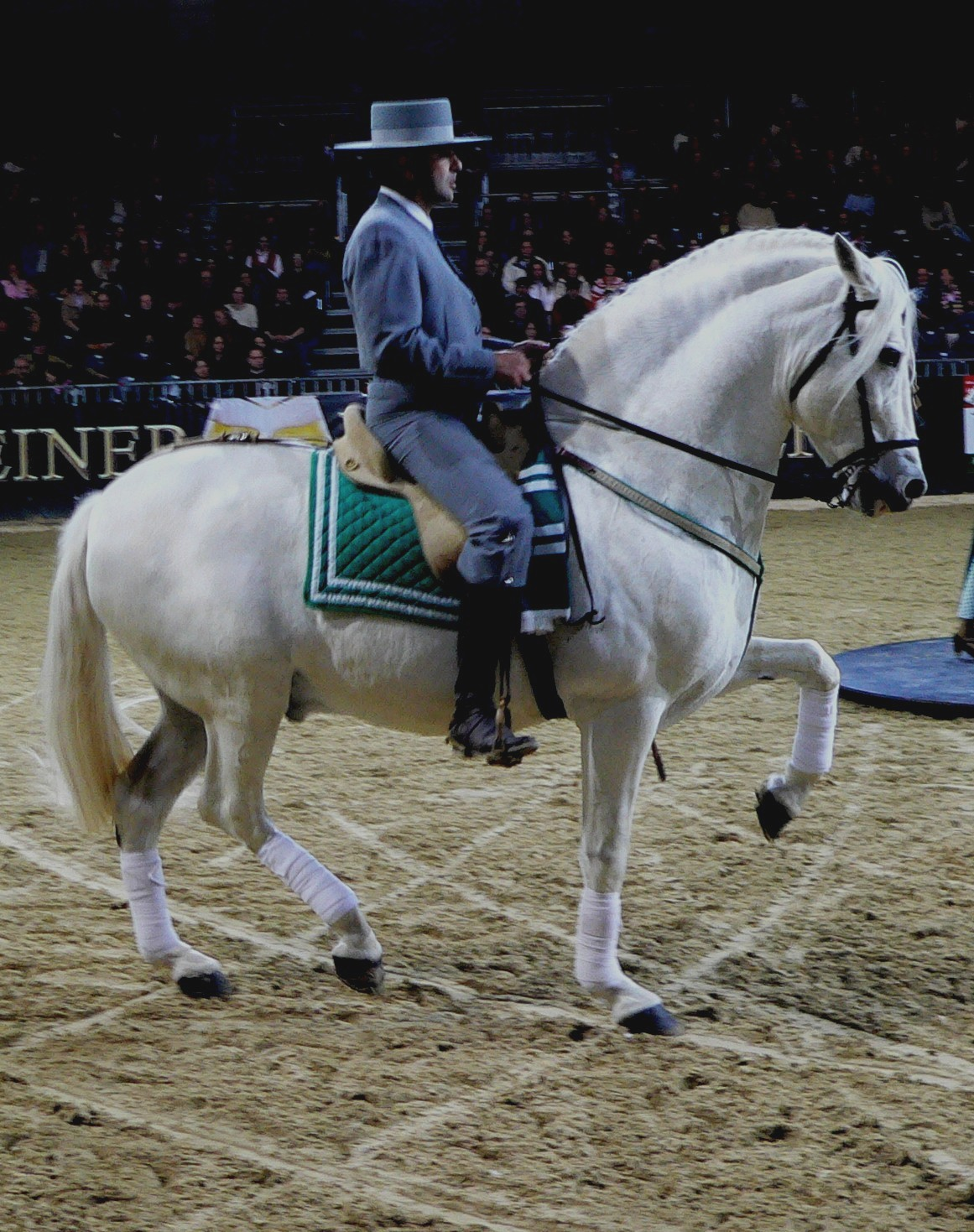
Iberische Reitweise

Die iberische Reitweise ist eine sehr alte, von der Iberischen Halbinsel stammende Reitweise, die aus den Anforderungen von Rittern und Kämpfern zu Pferd entstanden ist und sehr viel Wert auf Wendigkeit und besondere Lektionen wie die Schulsprünge legt, die im Kampf nützlich waren.
Kennzeichnend für die iberische Reitweise sind der hohe Versammlungsgrad des Pferdes und die Betonung von Wendigkeit und Spurtschnelligkeit.
In der iberischen Reitweise sitzt der Reiter tief im Sattel, der Zügel wird einhändig, aber im leichten Kontakt zum Pferdemaul geführt. Das Pferd soll höchsten Gehorsam und Willigkeit zeigen.
Iberische Sättel sind mit hohen Galerien versehen und oft reichlich verziert. Das ausgebildete Pferd trägt traditionell eine Kandare ohne Unterlegtrense. In der Ausbildung des Pferdes werden auch verschiedene Kappzaum-Varianten eingesetzt, auch die heute umstrittene Serreta, ein mitunter scharfzahniges Naseneisen, das bei Missbrauch bleibende Narben auf dem Nasenrücken des Pferdes hinterlässt.
Besonders geeignet für diesen Stil sind vor allem kompakte Pferde mit kurzem, kräftigem Rücken, die von Natur aus mehr für Wendigkeit als für Schnelligkeit geeignet sind. Neben den für diese Reitweise gezüchteten Rassen wie Andalusier, Lusitanos, Hispano-Araber und Tres Sangres („Dreiblüter“) trifft dies auf viele andere Rassen wie Araber, kompakte Warmblüter und ursprüngliche Ponyrassen zu.

## Working-Equitation
Working Equitation, auch Arbeitsreitweise (englisch: Working Equitation), ist eine Turnierdisziplin, welche auf traditionellen Reitweisen beruht. In den südeuropäischen Ursprungsländern der Arbeitsreitweise sind die Begriffe „Equitação de trabalho“ (Portugal),"equitaciòn de trabajo" (Spanien), „Monta da lavoro“ (Italien) und in Frankreich „L’équitation de travail“ gebräuchlich. 

## Westernreitweise
Die Westernreitweise ist der Reitstil der amerikanischen Cowboys. Daraus haben sich sportliche Disziplinen entwickelt. Als Arbeitsreitweise ist sie darauf ausgerichtet, dass Pferd und Reiter ganztags in langsamerem Tempo kräftesparend unterwegs sein können, und sie zeigt keine auffälligen Steigerungen der natürlichen Gänge des Pferdes. In verschiedenen Disziplinen des Westernreitens werden unterschiedliche Aspekte des Cowboyalltags messbar gemacht, wie die Arbeit am Rind (mit oder ohne Zuhilfenahme eines lebendigen Rindes) oder das Überwinden von Geländehindernissen (ohne zu springen).
Ausgebildete Westernpferde werden einhändig mit konstant durchhängendem Zügel geritten. Der Zügel wird als Druckzügel verwendet, das heißt, der seitlich am Pferdehals angelegte Zügel "drückt" das Pferd in die Gegenrichtung. Hilfen werden als kurze Impulse gegeben. Das Pferd lernt über operante Konditionierung, diese Befehle so lange ohne weitere Ermahnung auszuführen, bis ein neuer Befehl den alten ablöst. Die Haltung des Pferdes ist entspannt, mit auf Buggelenkshöhe getragenem Kopf. Auch der Sitz des Reiters ist locker und alle Gangarten werden ausgesessen. Typisch sind die Bewegungen der Pferde beim Stop, dem abrupten Stehenbleiben aus vollem Galopp, den Spins, schnellen 360°-Wendungen (Reining) und der Arbeit mit lebendigen Rindern (Cutting).
Der Westernsattel ist schwerer als der englische Sattel. Er verteilt das Gewicht großflächig auf dem Pferderücken. Für manche Reiter ist der Sattel mit tiefer Sitzmulde und breiten Steigbügeln sehr bequem. Die Westernzäumung wird ohne Nasenriemen verwendet. Beim ausgebildeten Westernpferd wird eine Kandarenzäumung (bit) verwendet. Für junge Pferde gibt es dünne Wassertrensen (snaffle) aus rostendem und daher zum Kauen anregenden Eisen und gebisslose Zäumungen wie das Bosal.

## Gardianreitweise
Gardianreitweise ist der Reitstil der Rinderhirten aus der Camargue. Wie in Arbeitsreitweisen üblich, wird einhändig mit Kandare oder Kappzaum geritten. Die Pferde werden durch die Ausbildung reaktionsschnell und wendig. Der Camargue-Sattel hat sehr hohe Zwiesel und ähnelt dem mittelalterlichen Turniersattel. Die Pferde sind mit einem stehenden Martingal ausgestattet. Der typische Camargue-Kappzaum besteht aus einer Fahrradkette und ist deshalb äußerst scharf.

## Gangpferdereiten
Als Gangpferde bezeichnet man Pferde, die mehr als die Grundgangarten Schritt, Trab und Galopp zeigen.
Dazu zählen der Tölt, Pass, Paso, Foxtrott, Marcha, Walk, Rack und Slow Gait.
Daher ist Gangpferdereiten eigentlich keine eigene Reitweise, denn die Gangpferde werden genauso geritten wie dreigängige Pferde. Amerikanische Gangpferde werden im Western- oder in leicht abgewandeltem englischen Stil geritten. Bei den europäischen Rassen herrscht meist die englische Reitweise vor, während südamerikanische Gangpferde in einer abgewandelten iberischen Reitweise präsentiert werden.
In der Islandpferdereiterei wird oft ein Sattel gewählt, der das Reitergewicht weiter nach hinten legt als ein normaler Vielseitigkeits- oder Dressursattel.

## Leichte Reitweise
Leichte Reitweise bezeichnet eine Methode, die von Ursula Bruns für Freizeitreiter entwickelt wurde. Sie enthält Elemente aus der Western- und anderen Reitweisen und ist besonders geeignet für entspannte Geländeritte. Das Schulungssystem für diese Reitweise erleichtert das Lernen insbesondere für erwachsene oder ängstliche Reitanfänger.